# Bad Blankenburg
Bad Blankenburg è una città di 6 075 abitanti della Turingia, in Germania.
Appartiene al circondario (Landkreis) di Saalfeld-Rudolstadt (targa SLF).
Le attrazioni più importanti con musei su OpenStreetMap a Bad Blankenburg.

## Geografia antropica

### Frazioni
Il comune comprende le seguenti località:
- Böhlscheiben
- Cordobang
- Fröbitz
- Großgölitz
- Kleingölitz
- Oberwirbach
- Watzdorf
- Zeigerheim